# Aéroport Sultan Thaha
L'Aéroport Sultan Thaha (code IATA : DJB • code OACI : WIJJ) est un aéroport desservant la ville de Jambi dans la province de Jambi, sur l'île de Sumatra, en Indonésie. Situé dans le quartier de Paalmerah de Jambi, il porte le nom du Sultan Thaha, le dernier Sultan de Jambi.

## Piste
En 2012, la piste est étendue à 2 400 mètres de long et 45 de large afin d'accueillir de plus grands appareils. Un Instrument Landing System est également ajouté pour faciliter l'atterrissage dans de mauvaises conditions climatiques, et lui permettre d'acquérir le statut d'aéroport international.

## Compagnies aériennes et destinations
| Compagnies                         | Destinations |
| ---------------------------------- | --- |
| Batik Air                          | Djakarta-S.-Hatta |
| Citilink                           | Djakarta-S.-Hatta |
| Garuda Indonesia                   | Djakarta-S.-Hatta |
| Garuda Indonesia opéré par Explore | Palembang-M. Badaruddin II |
| Lion Air                           | Batam-Hang Nadim, Djakarta-S.-Hatta, Medan-Kualanamu                                                                                  |
| Sriwijaya Air                      | Batam-Hang Nadim, Djakarta-S.-Hatta                                                                                                   |
| Susi Air                           | Singkep (Dabo) (en) |
| Wings Air                          | Bandar Lampung-Radin-Inten-II, Medan-Kualanamu, Muara Bungo (en), Padang-Tabing, Palembang-M. Badaruddin II, Pekanbaru (Simpang Tiga) |

Édité le 14/04/2018

## Statistiques
| Rang | Destinations | Nombre de vols hebdomadaires | Compagnies                                          |
| ---- | ------------ | ---------------------------- | --------------------------------------------------- |
| 1    | Jakarta      | 47                           | Garuda Indonesia, Citilink, Lion Air, Sriwijaya Air |
| 2    | Batam        | 14                           | Lion Air, Sriwijaya Air                             |
| 4    | Muara Bungo  | 4                            | Susi Air                                            |
| 5    | Pekanbaru    | 3                            | Susi Air                                            |
| 5    | Rengat       | 2                            | Susi Air                                            |

## Accidents et incidents
- Le 27 août 2008, le vol 290 de Sriwijaya Air, un Boeing 737-200 dépasse la piste, causant onze blessés, dont un paysan et sa famille au sol.